# Murina walstoni
Murina walstoni — вид ссавців родини лиликових.

## Опис
Кажан невеликого розміру, з довжиною голови і тіла між 34,8 і 45,4 мм, довжина передпліччя між 28,1 і 34,7 мм, довжина хвоста 33,6 мм, довжина нога 7.1 мм, довжина вух між 11,9 і 14,7 мм.
Шерсть довга і тягнеться на крилах до висоти ліктів і колін. Спинна частина коричневого кольору з основами волосків білими, в той час як черевна частина біла. Морда вузька, видовжена, з виступаючими ніздрями. Очі дуже малі. Вуха закруглені з виїмкою в середині заднього краю. Крила прикріплені до задньої частини основи великого пальця клешні. Ступні маленькі і покриті волосками. Хвіст довгий і повністю включений у велику хвостову мембрану, яка покрита короткими білуватими волосками знизу. Калькар довгий.

## Проживання
Цей вид широко поширений в Таїланді, В'єтнамі, Лаосі та Камбоджі. Живе у вічнозелених і напів-вічнозелених лісах між 100 і 400 метрів над рівнем моря.

## Звички
Харчується комахами.